# Station Stenløse
Station Stenløse  is een S-tog-station in Stenløse in de gemeente Egedal in de regio Hovedstaden in Denemarken. Het oorspronkelijke station aan de lijn van Kopenhagen naar Frederikssund werd geopend in 1882. In 1989 werd Stenløse opgenomen in het S-tog netwerk.
Frederikssund · Vinge · Ølstykke · Egedal · Stenløse · Veksø · Kildedal · Måløv · Ballerup · Malmparken · Skovlunde · Herlev · Husum · Islev · Jyllingevej · Vanløse · Flintholm · Valby · Carlsberg · Dybbølsbro · København H · Vesterport · Nørreport · Østerport · Nordhavn · Svanemøllen · Hellerup · Charlottenlund · Ordrup · Klampenborg
Frederikssund · Ølstykke · Egedal · Stenløse · Veksø · Måløv · Ballerup · Malmparken · Herlev · Vanløse · Flintholm · Peter Bangs Vej · Langgade ·  Valby · Carlsberg · Dybbølsbro · København H · Vesterport · Nørreport · Østerport